# Pegasus (Mount Olympus Water & Theme Park)
Der Pegasus im Mount Olympus Water & Theme Park, in Wisconsin Dells, im US-Bundesstaat Wisconsin, USA, ist eine Familien-Holzachterbahn des Herstellers Custom Coasters International, die 1996 in Betrieb genommen wurde.
Sie erreicht eine Höhe von 18,3 m und besitzt eine 13,7 m hohe Abfahrt.

## Zug
Pegasus besitzt einen einzelnen Zug des Herstellers Philadelphia Toboggan Coasters mit vier Wagen. In jedem Wagen können vier Personen (zwei Reihen à zwei Personen) Platz nehmen.